# الليالي الدافئة (فلم)
الليالي الدافئة فيلم مصري تم انتاجه عام 1961م الفيلم من بطولة صباح وعماد حمدي و بوسي. 

## أبطال الفيلم
- صباح بدور ليلى
- عماد حمدي بدور د. احمد بدر الدين
- بوسي
- زهرة العلا بدور سعاد
- كمال الشناوي بدور د. عمر
- نجمة إبراهيم بدور أم احمد
- ثريا فخري
- رجاء حسين
- قدرية كامل
- علي رشدي

## وصلات خارجية
- مقالات تستعمل روابط فنية بلا صلة مع ويكي بيانات
- الليالي الدافئة على موقع الدهليز